# Emmelia semialba
Emmelia semialba is een vlinder van de familie van de uilen (Noctuidae). De wetenschappelijke naam van deze soort is voor het eerst voorgesteld als Hoplotarache semialba door George Francis Hampson in een publicatie uit 1910.

## Verspreiding
De soort komt voor in het Afrotropisch gebied waaronder Mali, Niger, Soedan, Eritrea, Ethiopië, Somalië en Kenia.

## Waardplanten
De rups leeft op Abutilon sp. (Malvaceae).